# The Perfect General
The Perfect General (englisch für Der perfekte General) ist ein rundenbasiertes Computer-Strategiespiel für ein oder zwei Spieler, das 1991 von Mark Baldwin, Bob Rakosky und Bruce Zaccagnino entwickelt wurde. Es erschien zunächst für Amiga und MS-DOS, fünf Jahre später für das 3DO und weitere sieben Jahre später in einer überarbeiteten Version auch für Windows. Ziel des Spiels ist die Eroberung gegnerischer Städte mit Panzern oder Infanterieeinheiten. Einige Szenarien sind lose an Schlachten des Zweiten Weltkriegs angelehnt. Das Spiel zählt zu den ersten Onlinespielen überhaupt und gehört zu den wenigen Computerspielen, die seit über 30 Jahren kommerziell vertrieben und online gespielt werden.

## Spielbeschreibung
In The Perfect General versuchen zwei Spieler, auf einer taktischen Karte durch die Eroberung von Gelände und Städten mehr Siegpunkte als der Gegner zu erlangen. Das Spiel kann entweder gegen einen menschlichen Mitspieler oder einen Computergegner gespielt werden.

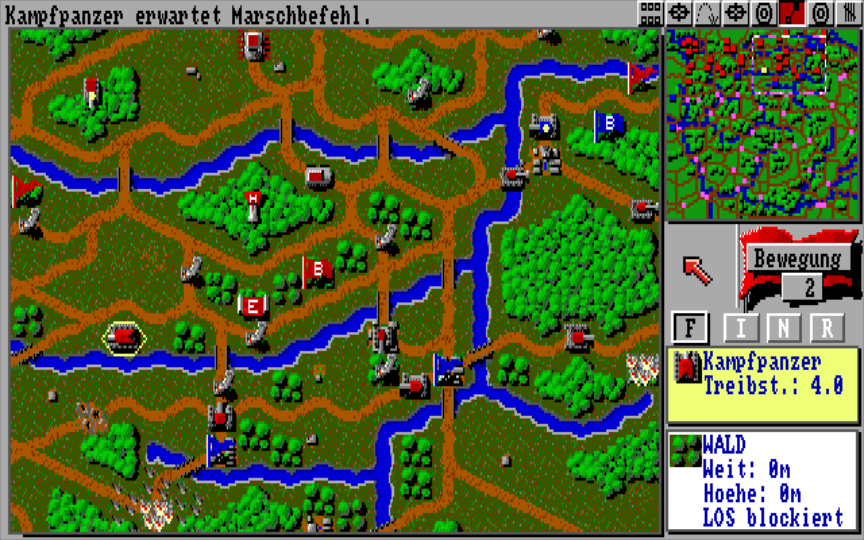
Das Spielfeld von Perfect General

Beide Spieler beginnen mit einer durch das jeweilige Szenario bestimmten Anzahl an Kaufpunkten, die für Infanterieeinheiten (Grenadiere, Panzerabwehr oder Pioniere), gepanzerte Fahrzeuge (Panzerwagen, Spähpanzer, Jagdpanzer oder Kampfpanzer) oder Artillerie (bewegliche, leichte oder schwere Artillerie) ausgegeben werden können. In einigen Szenarien können zusätzliche Kaufpunkte erspielt oder als Nachschub vergeben werden. Die Einheiten werden für den Gegner unsichtbar innerhalb der vom Szenario vorgegebenen Startregionen aufgestellt. Die Spieler durchspielen pro Zug abwechselnd mehrere Phasen (Aufstellen, Zielen, Feuern, Bewegen, Feuern), wobei der jeweils passive Spieler die Möglichkeit hat, auf die in seiner Sicht- und Reichweite ziehenden oder auf ihn schießenden gegnerischen Einheiten (zurück-) zu feuern. Der Mechanismus des Drauf- oder Zurückfeuerns läuft in Echtzeit ab und erfordert die Aufmerksamkeit und schnelle Reaktion des passiven Spielers. Am Ende jedes Zugs werden Siegpunkte für gehaltene Städte und Stellungen vergeben. Das Spiel endet spätestens nach einer vorgegebenen Anzahl an Zügen, oder wenn der Gegner vorher vollständig vernichtet wurde.
Die Einheiten haben jeweils spezielle Fähigkeiten, die sie zu einem bestimmten Grad nach dem Prinzip von Schere, Stein, Papier gegen andere Einheiten besonders wirksam oder anfällig machen. Sie unterscheiden sich außerdem in ihrer Beweglichkeit, die zusätzlich durch Geländetypen und Wetter beeinflusst werden kann. Es gibt einige spezielle Regeln, die nur in ein paar Szenarien zur Anwendung kommen, wie z. B. die Landung an Stränden oder der Überfall auf neutrale Zonen.
Die Spielszenarien sind nicht symmetrisch und werden daher für ein Match standardmäßig zweimal durchspielt, wobei die Spieler jeweils einmal als Angreifer und einmal als Verteidiger antreten. Am Ende eines Matches werden die in beiden Runden erlangten Siegpunkte zusammengezählt und der Sieger bestimmt.
Vor jedem Match können zahlreiche Parameter eingestellt werden, die die Spielbalance beeinflussen. Dem Spiel liegt ein Editor bei, mit dem eigene Szenarien und beschränkt auch eigene Spielregeln erstellt werden können.

## Versionen und Erweiterungen
Das Spiel erschien in seiner ursprünglichen Fassung zunächst für den Commodore Amiga und MS-DOS. Beide Versionen unterscheiden sich nur in den Soundeffekten und in der durch das jeweilige Betriebssystem vorgegebenen Benutzerführung. Zwei Installationen können für Spiele gegeneinander per Nullmodem-Kabel oder Modem zusammengeschaltet werden, womit das Spiel zu einem frühesten plattformübergreifenden Online-Strategiespiele wurde.

### World War II Battle Expansion
Anfang 1992 erschien eine Erweiterung mit zusätzlichen und komplexeren Szenarien, die an Schlachten des Zweiten Weltkriegs angelehnt sind. Diese Erweiterung ist nur auf Englisch erschienen.

### 20th Century Great Battles Expansion
Ebenfalls 1992 erschien eine zweite Erweiterung mit weiteren Szenarien des Zweiten Weltkriegs, des Vietnamkriegs und einigen fiktiven und realen Konfrontationen zu Zeiten des Kalten Krieges. Auch diese Erweiterung ist nur auf Englisch erschienen.

### Perfect General II
Im Jahr 1994 wurde das Spiel von Bruce Zaccagnino moderat überarbeitet und durch Quantum Quality Productions unter dem Namen Perfect General II vertrieben. Das Spiel hatte dem SVGA-Standard entsprechende, leicht verbesserte grafische Fähigkeiten, einen besseren Sound, vier neue Einheitentypen (MG-Stellungen, Festungen, schwere Panzerjäger (Elephant) und Flugzeuge) und eine verbesserte Künstliche Intelligenz für den Computerspieler. Diese Version erschien nur für MS-DOS und nur auf Englisch.

### Perfect General für 3DO
1996 erschien eine von Game Guild entwickelte und von Kirin Entertainment vertriebene Version für die Videospielkonsole 3DO. Sie basiert spielerisch auf dem Original von 1991, benutzt aber eine für Videospielkonsolen typische, comichafte Spielgrafik. Sie enthält zudem andere Szenarien, ist um einen Kampagnen-Modus erweitert und zeigt während des Spiels einige eher humoristische Zwischensequenzen.

### Perfect General Internet Edition
2002 gingen die Rechte an dem Spiel an Mark Kinkead von Killerbeesoftware über, der 2003 eine an moderne Computer angepasste und vor allem für das Online-Spiel überarbeitete Version des Originals von 1991 auf den Markt brachte. Das Spiel kann nun über Internet gespielt werden und besitzt neben besseren Kommunikationsmöglichkeiten (Masterserver, Chat) auch einen überarbeiteten Editor, der wesentlich größere Freiheiten bei der Erstellung neuer Szenarien bietet.

## Rezeption und spielehistorische Bedeutung
The Perfect General wurde in deutschen Medien sehr unterschiedlich mit Noten zwischen 65 und 85 (von 100) Punkten bewertet. Während die guten Kritiken vor allem die einfachen Spielregeln bei einer hohen taktischen Spieltiefe und die gute Spielbalance im Zweispielermodus hervorhoben, stellten negative Kritiker auf die im Vergleich zu Battle Isle geradezu anachronistisch anmutende Spielgrafik und den Sound ab. In den USA fielen die Kritiken mit bis zu 93 von 100 Punkten generell positiver aus, da dort zu diesem Zeitpunkt Battle Isle noch nicht bekannt war, aber vor allem der Online-Modus aufgrund der in Nordamerika bereits etablierten Pauschaltarife für Telefonverbindungen eine wirkliche Bedeutung erhielt. Das Spiel entwickelte sich vor allem durch den Online-Modus zu einem Erfolg und führte in der Folge dazu, dass von nun an viele weitere Spiele einen Online-Modus anboten.

## Sonstiges
Das Spiel war nach Modem Wars das zweite kommerziell vertriebene Online-Strategiespiel.
Die Spielmechanik des Spiels ist angelehnt an gängige Konfliktsimulationsspiele von Avalon Hill und um eine Echtzeitkomponente (Drauffeuer) erweitert.
Über die Jahre hat sich vor allem in Europa und Nordamerika eine beständige Spiel-Community erhalten, die zahlreiche Szenarien und Erweiterungen hervorgebracht hat. Das Spiel wird teilweise von älteren Spielern gespielt, die es entweder aus ihrer Jugend kennen oder es aufgrund seiner Langsamkeit schätzen.
Die amerikanische Version hatte auf der Spieleschachtel ein anderes Artwork als die europäische Version.